# Anda Upīte
Anda Upīte (21 de marzo de 2000) es una deportista letona que compite en luge en la modalidad doble.
Ganó tres medallas en el Campeonato Mundial de Luge de 2024 y una medalla de plata en el Campeonato Europeo de Luge de 2023.

## Palmarés internacional
| Campeonato Mundial | Campeonato Mundial   | Campeonato Mundial | Campeonato Mundial |
| Año                | Lugar                | Medalla            | Prueba             |
| ------------------ | -------------------- | ------------------ | ------------------ |
| 2024               | Altenberg (Alemania) | Medalla de plata   | Doble              |
| 2024               | Altenberg (Alemania) | Medalla de plata   | Doble (velocidad)  |
| 2024               | Altenberg (Alemania) | Medalla de bronce  | Equipo             |
| Campeonato Europeo |                      |                    |                    |
| Año                | Lugar                | Medalla            | Prueba             |
| 2023               | Sigulda (Letonia)    | Medalla de plata   | Doble              |